# Remco Evenepoel
Remco Evenepoel (Aalst, 2000. január 25. –) kétszeres olimpiai bajnok belga profi kerékpárversenyző, a Soudal–Quick-Step csapat versenyzője, a 2022-es Vuelta és a 2022-es világbajnokság győztese. A 2024-es párizsi olimpián aranyérmet szerzett egyéni időfutamban, és a mezőnyversenyben is.

## Pályafutása
Evenepoel sportolói karrierjét labdarúgóként kezdte, játszott többek között az Anderlecht, a PSV Eindhoven és a belga válogatott korosztályos csapataiban is. 2017-ben váltott a kerékpározásra. A 2018-as országútikerékpár-világbajnokság után robbant be a köztudatba, amikor a juniorok között mind a mezőnyversenyt, mind az időfutamot megnyerte.
2019-re a Deceuninck–Quick-Step csapata szerződtedte le, ahol az első versenyén, a San Juan-i körversenyen a legjobb fiatal lett. A következő versenyén, a belga körversenyen megszerezte első szakaszgyőzelmét és az összetett versenyt is sikerült megnyernie. Első fontosabb egynapos versenyén a Clásica San Sebastiánon rögtön az első próbálkozására sikerült győznie, amivel ismét felhívta magára a figyelmet. Pár nappal később a kerékpáros Európa-bajnokságon az időfutamon a felnőttek között szerzett bajnoki címet.
A 2020-as szezonban már több egyhetes versenyt meg is tudott nyerni, diadalmaskodott a San Juan-i körversenyen, az algarvei körversenyen, a burgosi körversenyen és a lengyel körversenyen is. Az első monumentumán, a lombardiai körversenyen súlyos balesetet szenvedett, egy híd pillérével ütközve lezuhant a hídról. A baleset során eltört a medencecsontja, ezért az év hátralevő részében már nem versenyezhetett.
Visszatérésére a 2021-es Giro d’Italia rajtjáig kellett várnia, ahol az első szakaszon a 7. lett.

## Eredményei
| Grand Tour eredményei           |      |      |      |      |
| Grand Tour                      | 2019 | 2020 | 2021 | 2022 |
| Giro d’Italia                   | –    | –    | Ki   | –    |
| Tour de France                  | –    | –    | –    | –    |
| Vuelta a España                 | –    | –    | –    | 1.   |
| Egyhetesek                      |      |      |      |      |
| Verseny                         | 2019 | 2020 | 2021 | 2022 |
| Párizs–Nizza                    | –    | –    | –    | –    |
| Tirreno–Adriatico               | –    | –    | –    | 11.  |
| Katalán körverseny              | –    | ×    | –    | –    |
| Baszk körverseny                | –    | ×    | –    | 4.   |
| Tour de Romandie                | 76.  | ×    | –    | –    |
| Critérium du Dauphiné Libéré    | –    | –    | –    | –    |
| Tour de Suisse                  | –    | ×    | –    | 11.  |
| Monumentumok                    |      |      |      |      |
| Verseny                         | 2019 | 2020 | 2021 | 2022 |
| Milánó–Sanremo                  | –    | –    | –    | –    |
| Flandriai körverseny            | –    | –    | –    | –    |
| Párizs–Roubaix                  | –    | ×    | ×    | –    |
| Liège–Bastogne–Liège            | –    | –    | –    | 1.   |
| Giro di Lombardia               | –    | Ki   | –    |      |
| Klasszikusok                    |      |      |      |      |
| Verseny                         | 2019 | 2020 | 2021 | 2022 |
| Strade Bianche                  | –    | –    | –    | –    |
| Gent–Wevelgem                   | –    | –    | –    | –    |
| Amstel Gold Race                | –    | ×    | –    | –    |
| La Flèche Wallonne              | –    | –    | –    | 43.  |
| Clásica San Sebastián           | 1.   | ×    | –    | 1.   |
| Grand Prix Cycliste de Québec   | –    | ×    | –    |      |
| Grand Prix Cycliste de Montréal | –    | ×    | –    |      |